# 和馨園駅
和馨園駅（わけいえんえき、中文表記: 和馨园站、英文表記: Hexinyuan station）は、中華人民共和国湖南省長沙市岳麓区にある長沙地下鉄6号線の駅である。

## 駅周辺
- 東方紅中路
- 谷苑路
- 湖南師範大学付属高新実験小学
- 中移電子商務産品創新基地
- 竜王港